# Michel Bouvard (Organist)

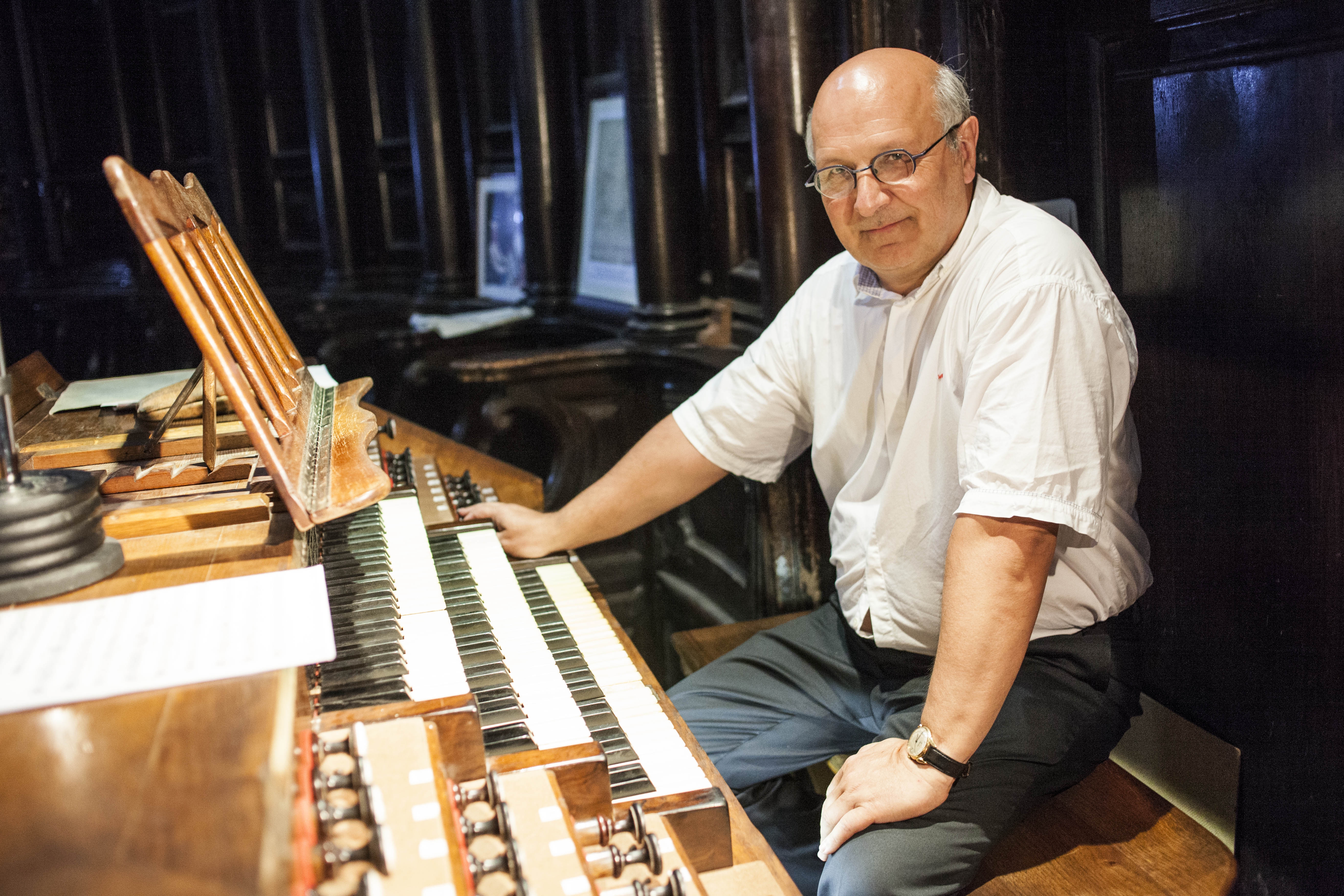
Michel Bouvard

Michel Bouvard (* 1958 in Lyon) ist ein französischer Organist.

## Leben
Bouvard wurde 1958 in Lyon geboren. Sein Großvater Jean Bouvard war Komponist und Organist  (* 1905 in Lyon) und hatte bei Louis Vierne, Florent Schmitt, Vincent d’Indy und Paul Dukas studiert. Michel Bouvard erhielt seine Ausbildung in Rodez und studierte anschließend in der Orgelklasse von André Isoir sowie Komposition am Pariser Conservatoire National Supérieur de Musique. Seine Ausbildung vervollständigte er bei Michel Chapuis, Francis Chapelet und Jean Boyer und erhielt die Organistenstelle in St-Séverin de Paris.
1983 gewann er den internationalen Orgelwettbewerb in Toulouse. 1985 übernahm er am Conservatoire National de Région in Toulouse die Nachfolge Xavier Darasses. Gemeinsam mit Jan Willem Jansen ist er künstlerischer Leiter des Festivals Toulouse les Orgues. 1995 erhielt er gemeinsam mit Olivier Latry und Loïc Mallié einen Ruf auf die Professur für Orgel am Pariser CNSMD in der Nachfolge Michel Chapuis’. Seit 1996 ist er Titularorganist der Orgel von St-Sernin de Toulouse, seit 2010 co-titulaire der Orgel der Schlosskapelle von Versailles.
Zu seinen Schülern zählen Pierre Jean Schoen und Jean-Baptiste Dupont.